# Chutes Iris
Les chutes Iris (en anglais : Iris Falls sont une cascade de 14 mètres de la rivière Bechler (en) dans le parc national de Yellowstone aux États-Unis. Les chutes Iris sont situées immédiatement en amont des chutes Colonnade et sont accessibles via le sentier de la rivière Bechler. Les chutes sont nommées en 1885 par des membres du Arnold Hague Geological Survey en référence à la déesse grecque mythologique de l’arc-en-ciel Iris. 